# 上海上国造
上海上国造（かみつうなかみのくにみやつこ・かみつうなかみこくぞう）は、上総国海上郡（現在の千葉県市原市の一部）を支配した国造。上菟上国造とも。

## 概要
領域の養老川流域には、3世紀の出現期古墳（纒向型前方後円墳）である神門古墳群や、王賜銘鉄剣を出土した稲荷台1号古墳があり、古くからヤマト王権と緊密なつながりがあったことが想定される。『万葉集』巻第十四東歌の筆頭に「夏麻引く海上潟の沖つ渚に船はとどめむ小夜ふけにけり」とあり、水上交通の要衝であったともされる。
また、当国造の領域と下海上国造の領域の間に武社国造の領域がはいっていることから、房総の国造制の展開には少なくとも2段階があったとされ、5世紀までは下海上国も併せ、千葉県中部から茨城県、埼玉県、東京都にかけての一帯を支配した大勢力であったとする説もある。
その後6世紀に中央から進出した勢力の建てた武社国によって上・下に分割され、さらに村田川流域の菊麻国造の台頭により衰退を余儀なくされた。養老川下流南岸の姉崎古墳群は当国造一族の墳墓とされ、4世紀後半の全長130メートルの姉崎天神山古墳、5世紀前半の全長86メートルの釈迦山古墳に続き、5世紀後半には全長103メートルの姉崎二子塚古墳が造営されているが、6世紀以降とされる古墳が徐々に縮小していることからも衰退が裏付けられる。

### 氏族
『古事記』では天穂日命の子の建比良鳥命を上海上国造の祖としている。『国造本紀』によると成務天皇の時代に天穂日命の八世孫の忍立化多比命を国造に定めたとされ、その孫久都伎直が応神天皇の時代に下海上国造になったという。出雲国造・无邪志国造・下海上国造・伊自牟国造・遠淡海国造などと同系の出雲氏が国造を世襲したと考えられている。『続日本紀』には、神護景雲元年9月22日条に「上総国海上郡人外従五位下の檜前舎人直建麻呂に上総宿禰の姓を賜ふ」と、また宝亀6年3月2日条に「外従五位下の上総宿禰建麻呂を隼人正と為す」とあり、上海上国造の子孫とみられ上総氏の祖ともされる。
なお、姉埼神社には上海上国造に任じられた忍立化多比命が天児屋根命と塞三柱神を祀り、忍立化多比命の孫・忍兼命が大雀命を合祀したとされており、姉崎古墳群は姉埼神社を氏神として祀っていた上海上国造一族の墳墓といわれている。